# ریک و مورتی: انیمه
ریک و مورتی: انیمه یک مجموعه کمدی موقعیت علمی تخیلی انیمه پویانمایی بزرگسالان است که توسط تاکاشی سانو ساخته و توسعه یافته و توسط استودیو دین، سولا اینترتیمنت و تلکام انیمیشن فیلم برای ادالت سویم تولید شده است. این سریال سومین سری از فرنچایز ریک و مورتی است که توسط جاستین رویلند و دان هارمون ساخته شده است. هیچ یک از بازیگران نسخه انگلیسی سریال اصلی نقش خود را برای دوبله انگلیسی این سریال تکرار نکرده‌اند.

## پخش
این مجموعه انیمه اولین بار با دوبله انگلیسی از ادالت سویم  در ۱۶ اوت ۲۰۲۴ و در بلوک برنامه نویسی تونامی آن به زبان ژاپنی با زیرنویس انگلیسی در ۱۸ اوت پخش شد  هر دو دوبله و فرعی انگلیسی توسط استودیو سنتای تولید شده اند.

## نقد ها
قسمت اول این سریال ۱۹۲.۰۰۰ بیننده داشت.
در وب‌سایت بازبینی جمعی راتن تومیتوز، ۵۰ درصد از نظرات ۶ منتقد برای فصل اول، با میانگین امتیاز ۲.۷۰/۱۰ مثبت بوده است که نشان دهنده پایین بودن سطح کیفیت این سریال را نشان میدهد.